# Michaël Maria
Michaël Madionis Mateo Maria (Kerkrade, 31 gennaio 1995) è un ex calciatore olandese, di ruolo difensore.

## Caratteristiche tecniche
Trequartista, può giocare anche come ala.

## Carriera

### Club
Ha giocato nei settori giovanili di Internos, PSV, Vitesse e Bochum. Nel 2014 è stato promosso nella seconda squadra del Bochum e l'anno successivo in prima squadra. Al termine della stagione 2015-2016 è rimasto svincolato. Il 28 ottobre 2016 è stato ingaggiato dal Sonnenhof G.. Nel luglio del 2017 è stato acquistato dall'Erzgebirge Aue.

### Nazionale
Ha debuttato in nazionale il 27 marzo 2015, in Curaçao-Montserrat (2–1). Nel 2017 viene inserito nella lista dei convocati per la Gold Cup 2017.

## Palmarès

### Club

#### Competizioni nazionali
- FFA Cup: 1

Adelaide United: 2019